# All Hell's Breaking Loose... Down at Little Kathy Wilson's Place
All Hell's Breaking Loose... Down at Little Kathy Wilson's Place è un EP dei Wolfsbane, pubblicato nel 1990.

## Tracce
1. Steel – 4:57
2. Paint The Town Red – 3:06
3. Loco – 3:19
4. Hey Babe – 4:42
5. Totally Nude – 3:18
6. Kathy Wilson – 3:47

## Formazione
- Blaze Bayley - voce
- Jase Edwards - chitarra
- Jeff Hateley - basso
- Steve "Danger" Ellett - batteria